# هوندا ورزا
هوندا ورزا (انگلیسی: Honda Verza) یک موتورسیکلت تک‌سیلندر خیابانی/نیکد با حجم ۱۵۰ سی‌سی (۹٫۲ مکعب مکعب) و توان خروجی ۱۳ اسب بخار است که توسط آسترا هوندا موتور در اندونزی از سال ۲۰۱۳ ساخته شده است.

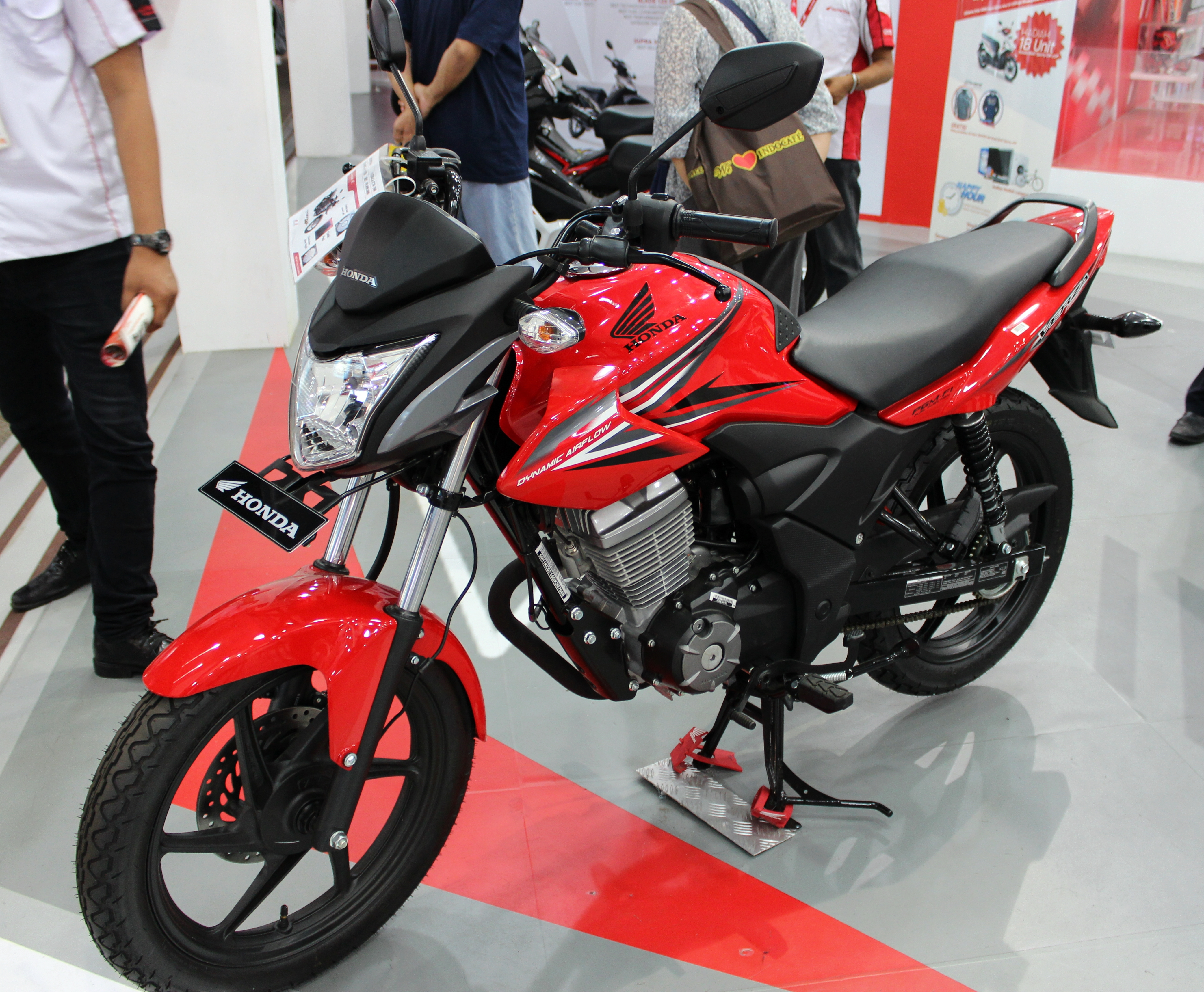
هوندا ورزا مدل ۲۰۱۶

ورزا در ژانویه ۲۰۱۳ معرفی شد. گفته می‌شود این موتور دارای حداکثر قدرت ۹٫۷۲ کیلووات (۱۳ اسب بخار) @ ۸۵۰۰ دور در دقیقه و حداکثر گشتاور ۱۲٫۷ نیوتن متر (۹٫۴ پوند بر فوت) در ۶۰۰۰ دور در دقیقه است. همچنین ادعا می‌شود که شتاب ۰ تا ۲۰۰ متر (۶۵۶٫۲ فوت) در ۱۱٫۵ ثانیه و حداکثر سرعت ۱۱۰ کیلومتر در ساعت (۶۸٫۴ مایل در ساعت) دارد.
در آگوست ۲۰۱۵، ورزا به‌روزرسانی‌های زیبایی جزئی مانند روکش اگزوز کرومی، کمک فنرهای عقب مشکی (قبلاً قرمز) و پس‌زمینه پانل ابزار با ظاهر فیبر کربنی دریافت کرد.
این موتورسیکلت در زیر مدل ارزان‌تر هوندا سی‌بی۱۵۰آر در سری موتورسیکلت‌های اسپرت قرار دارد و برای اهداف اقتصادی‌تر در نظر گرفته شده است.